# Pionieri dello spazio
Pionieri dello spazio (Farmer in the Sky) è un romanzo per ragazzi di fantascienza del 1950 dello scrittore statunitense Robert A. Heinlein.
Il romanzo è stato premiato con il Retro Hugo nel 2001.

## Storia editoriale
Scritto nel settembre 1949, nel gennaio successivo Heinlein ne predispose una versione ridotta, che fu pubblicata a puntate sui numeri di agosto, settembre, ottobre e novembre 1950 di Boys' Life con il titolo Satellite Scout, mentre la versione completa fu pubblicata in volume quello stesso anno da Scribner's nella serie dei romanzi per ragazzi.
La traduzione italiana di Hilia Brinis è stata pubblicata dalla Casa Editrice La Sorgente nel 1957 e poi di nuovo nel 1978.
In Francia, una traduzione di Madeleine Chavanon intitolata Pommiers dans le ciel è stata pubblicata nel 1958 dalla Éditions Mame e non sembra sia stata ristampata da allora.

## Trama
Il narratore della storia, l'adolescente William (Bill) Lermer, vive con il padre vedovo George in una sovraffollata Terra del futuro, dove il cibo è attentamente razionato.
Bill con il padre, la matrigna Molly Kenyon e la sorellastra Peggy si imbarca sulla nave torcia Mayflower per emigrare in una colonia agricola su Ganimede.
Durante il viaggio Bill salva alcuni compagni di viaggio dall'asfissia improvvisando un tappo quando una meteora perfora il compartimento dove si trovano.
Sulla nave tutti i bambini frequentano la scuola; inoltre, per combattere la noia del lungo viaggio, i passeggeri boy scout riprendono le attività della loro associazione.
Una brutta sorpresa attende i nuovi venuti al loro arrivo su Ganimede: il gruppo di immigrati è molto più numeroso di quanto la colonia possa facilmente assorbire e le fattorie che erano state loro promesse non esistono ancora.
Infatti, il terreno deve essere creato dal nulla polverizzando massi e colate di lava e fertilizzando la polvere risultante con materiale organico accuratamente preparato.
Mentre alcuni si lamento per l'ingiustizia di tutto questo, altri decidono di andare avanti e ritagliarsi una buona vita nonostante tutto; Bill accetta un invito a vivere con un prospero agricoltore e la sua famiglia per imparare ciò che ha bisogno di sapere,
mentre il padre trova lavoro come ingegnere in città.
Peggy non riesce ad adattarsi alla bassa pressione atmosferica e deve rimanere in una bolla in ospedale; solo quando i Lermer sono finalmente riuniti nella loro fattoria costruiscono la loro casa con una camera pressurizzata per Peggy.
Un giorno, un raro allineamento di tutte le principali lune di Giove provoca un sisma devastante che danneggia la maggior parte degli edifici;
Peggy resta gravemente ferita quando la sua stanza subisce un decompressione esplosiva.
Ancora peggio, l'impianto di riscaldamento che rende Ganimede abitabile resta danneggiato e la temperatura inizia a calare rapidamente;
George capisce rapidamente che cosa è successo e porta la sua famiglia in salvo nella città.
Molti non si rendono conto del pericolo abbastanza rapidamente e restano in casa o si avviano verso la città troppo tardi: due terzi dei coloni periscono, sia per il sisma sia per congelamento.
I Lermer considerano il ritorno sulla Terra, ma dopo la morte di Peggy e nel vero spirito pionieristico, decidono di rimanere e ricostruire.
La colonia si riprende gradualmente; Bill, in qualità di cuoco, prende parte a una spedizione organizzata per esplorare il territorio di Ganimede.
Durante l'esplorazione, lui e un amico scoprono reperti di una civiltà aliena tra i quali un veicolo funzionante che si muove su gambe, come un grande centopiedi metallico.
Ciò si rivela una fortuna quando Bill ha un attacco di appendicite e i due, arrivati tardi all'appuntamento, vengono lasciati dalla navetta che recupera il resto del gruppo.
Viaggiando via terra con il veicolo alieno essi raggiungono il sito di atterraggio successivo e Bill viene poi portato in ospedale per un'operazione che gli salverà la vita.

## Collegamenti con altre opere dell'autore
Il romanzo fa riferimento alla Pattuglia dello Spazio, l'organizzazione per il mantenimento della pace interplanetaria descritta in Cadetti dello spazio e La lunga guardia.
Il protagonista, Bill Lermer, esegue con la sua fisarmonica la canzone Le Verdi Colline della Terra, citata in alcune storie di Heinlein, in particolare nel racconto dallo stesso titolo che fa parte del ciclo della Storia Futura.

## Temi
Il libro riprende consapevolmente molti dei temi della frontiera americana del XIX secolo e dell'autosufficienza, ma senza la macchia morale dell'espropriazione dei nativi americani.
In particolare, un personaggio che coltiva un albero di mele e offre semi ad altri coloni diventa noto come Johnny Appleseed e sopravvive con la sua famiglia al disastro bruciando il suo prezioso albero.
Poiché è stato originariamente scritto per essere pubblicato a puntate in Boys' Life, la rivista dei Boy Scouts of America, l'appartenenza di Bill Lermer a questa associazione è pervasiva, menzionata almeno una volta in ogni capitolo.

## Critica
Groff Conklin ha scritto che anche se Farmer in the Sky è stato "concepito come un romanzo per 'adolescenti' ... questo libro è anche una delle migliori uscite di fantascienza per adulti del mese... una storia di avventura con un'insolita quantità di realismo nel racconto. E non è infantile".
Boucher e McComas hanno definito Farmer "praticamente l'unico romanzo di fantascienza maturo dell'anno [1950]", descrivendolo come "uno studio splendidamente dettagliato dei problemi tecnologici e umani della colonizzazione interplanetaria";
Damon Knight ha trovato il romanzo "una tipica storia di Heinlein ... tipicamente brillante, accurata e leggibile".
P. Schuyler Miller ha raccomandato il romanzo senza riserve, affermando che la "minuta attenzione al dettaglio" di Heinlein "non è mai stata mostrata in modo più affascinante".
Secondo Alexei Panshin il romanzo è buono, impressionante per la verosimiglianza e il contenuto tecnico; d'altra parte, soprattutto verso la fine, la narrazione diventa superficiale e sbrigativa e alcuni aspetti, come il rapporto di Bill con Gretchen, rimangono irrisolti.
Passando in rassegna i romanzi per ragazzi di Heinlein, Jack Williamson ha osservato che Farmer in the Sky "ha un realismo aspro per un romanzo per ragazzi" e lo ha descritto come "un romanzo di formazione" dove il protagonista "racconta la sua storia in uno stile rilassato e colloquiale".

## Dettagli scientifici

I tre satelliti galileiani interni ruotano in risonanza 4: 2: 1.

L'allineamento dei quattro principali satelliti di Giove, come è descritto nel libro, non potrà mai accadere nella realtà, poiché i tre satelliti galileiani interni sono tra loro in una risonanza orbitale tale che, ogni volta due di essi sono allineati, il terzo non lo è mai e spesso si trova sul lato opposto di Giove.
Heinlein ha anche postulato che la superficie di Ganimede fosse roccia vulcanica come la Luna, ma scoperte successive hanno mostrato che Ganimede in realtà è coperto da una crosta ghiacciata che copre un oceano sotto la superficie.

### Edizioni
- Robert A. Heinlein, Pionieri dello spazio, traduzione di Hilya Brinis, illustrazioni di A. Marcuzzi, Milano, la Sorgente, 1958.

### Fonti critiche
- (EN) James Daniel Gifford, The New Heinlein Opus List, in Robert A. Heinlein: A Reader's Companion (PDF), Nitrosyncretic Press, 2000, ISBN 978-0-9679874-1-5. URL consultato il 12 ottobre 2015.

- (EN) Alexei Panshin, III. THE PERIOD OF SUCCESS - 4. 1949, in Heinlein in dimension, Chicago, Advent:Publishers Inc, aprile 1968. URL consultato il 25 aprile 2016.